# Escut de Mont-ras

Escut oficial de Mont-ras

L'escut oficial de Mont-ras té el següent blasonament:
Escut caironat: d'or, un món de gules creuat i cintrat d'argent. Per timbre una corona mural de poble.

## Història
Va ser aprovat el 7 d'octubre de 1991 i publicat al DOGC el 18 del mateix mes amb el número 1507.
El món és un senyal parlant referent al nom del poble. Els esmalts, gules i or, són els de les armes de Palafrugell, municipi al qual va pertànyer Mont-ras fins al 1858.